# Orfelia krivosheinae
Orfelia krivosheinae är en tvåvingeart som beskrevs av Zaitzev 1994. Orfelia krivosheinae ingår i släktet Orfelia och familjen platthornsmyggor. Inga underarter finns listade i Catalogue of Life.